# Emir Kusturica
Emir Kusturica (Емир Кустурица), sedan 2005 Nemanja Kusturica, född 24 november 1954 i Sarajevo i dåvarande Folkrepubliken Bosnien och Hercegovina i SFR Jugoslavien (i nuvarande Bosnien och Hercegovina), är en serbisk filmregissör, manusförfattare, skådespelare och musiker, bosatt i Serbien. Kusturica är kanske främst känd för filmerna Zigenarnas tid (1988), Underground (1995) och Svart katt, vit katt (1998), men även som medlem i musikgruppen The No Smoking Orchestra, för sin kontroversiella medieperson och för sina annorlunda projekt, som den egna byn Drvengrad (även kallad Küstendorf).

## Uppväxt
Kusturica föddes 1954 i Sarajevo i Bosnien och Hercegovina, av bosniakiska föräldrar. Föräldrarna var oroliga att tonåringen Emir umgicks i fel kretsar, och skickade iväg honom för att hjälpa till vid en filminspelning, hos en av faderns vänner. Detta kom att bli Kusturicas första möte med filmskapandet. För att rädda sonen från en kriminell bana sände de honom senare vidare till Filmakademin i Prag.  Gänget som Emirs föräldrar oroade sig för var ett grabbgäng som ägnade sig åt bland annat fotboll, musik och diskussioner. Denna ungdomstid kom att förbli viktig, både som inspiration till framtida filmer, och i Kusturicas vardag och image (enligt Dina Iordanova i boken om Emir Kusturica) - en outsider som hellre spelar fotboll och hjälper gamla vänner med husprojekt, än tar emot priser i Cannes.

## Filmkarriären
Kusturica studerade film på Filmakademin i Prag 1973–77. Under en studenttävling mottog han sitt första pris, för kortfilmen Guernica (1977). 
1978 fick han möjligheten att göra sin första tv-film The Brides Are Coming (Nevjeste dolaze), och året efter gjorde han ytterligare en: Bar Titanic (Bife Titanik). Den senare vann pris på tv-festivalen i Portoroz.
Efter att ha vunnit priser även för sin första biograffilm Kommer du ihåg Dolly Bell (Sjecas li se Dolly Bell, 1981) kom ändå vinsten av Guldpalmen i Cannes med När pappa var borta (Otac na sluzbenom putu, 1985), som en överraskning för både publik och regissör. 
Med Zigenarnas tid (Dom za vesanje, 1989) började Kusturica finna sitt speciella filmspråk. Han började bland annat experimentera med magisk realism, re-makes av kända filmscener och användandet av musik och amatörskådespelare. Filmen fick regipriset i Cannes, och Kusturicas rykte spred sig nu bland kritiker och cineaster världen över. 
Kusturica flyttade till New York innan premiären av Zigenarnas tid, för att undervisa på Columbia University. På skolan blev han intresserad av ett manus av en av sina elever, David Atkins. Ett manus som så småningom blev Kusturicas nästa film Arizona Dream (1993). 
Kusturica har flera gånger uttalat sig negativt om Hollywood och hyllar europeisk ”konstfilm”. I Arizona Dream använde han sig som aldrig förr av filmiska referenser och amerikansk kitsch. Goran Gocic (The Cinema of Emir Kusturica; Notes from the Underground) tolkar exempelvis in varje karaktär som hämtad från en egen filmgenre: Axel - äventyrsfilmen, Paul – amerikansk filmklassiker, Leo – screwballkomedin, Elaine – kostymdramat, osv. Kusturicas egna filmer är i stort sett omöjliga att placera inom de klassiska (amerikanska) genrerna, då han menar att seriösa filmer inte kan passas in inom en enda genre.
Under inspelningen av Arizona Dream var Kusturica tudelad, då konflikterna i Jugoslavien förvärrades. Han var tvungen att välja mellan att stanna och genomföra filmen, eller att återvända till sitt hemland. Efter filmens färdigställande kom han i konflikt med producenterna, och flyttade tillbaka till Europa, denna gång till Frankrike (som han uppskattar som landet som ”the country that has most respect for auteurs” ).
Fadern dog av en hjärtattack efter att föräldrarna tvingats flytta från Sarajevo vid krigets början 1992. Kusturica har senare jämfört faderns död med slutet för Jugoslavien. Efter kriget och faderns död gjorde Kusturica en hel del andra kontroversiella uttalanden, bland annat uttalade han sig kritiskt mot Bosniens nye president, Bosniska muslimer, och gick också ut med påståendet att han själv var under dödshot i Sarajevo. Uttalanden som bland annat har lett till att många Sarajevobor vägrar att se hans filmer. 
Under đurđevdan (serbiska för sankt Görans dag) 2005 döpte sig Kusturica i den serbisk-ortodoxa kyrkan och antog namnet Nemanja Kusturica. Dopet ägde rum i klostret Savina nära Herceg Novi. Sina kritiker, som anser detta var det slutgiltiga sveket mot hans bosniakiska/muslimska rötter, svarade han: "Min far var ateist och han sa alltid att han var serb. Vi blev bara muslimer för att överleva turkarna. Innerst inne var vi alltid serber"
Även Kusturicas nästa film Underground (1995) ledde till mycket kritik och han valde att dra sig tillbaka från filmskapandet. Detta varade dock inte så länge, då han 1998 gjorde Svart katt, vit katt (Crna maca, beli macor).  
Om Kusturica i Zigenarnas tid ville uppmärksamma romernas situation, så visar han i Svart katt, vit katt snarare upp en klichéartad bild av det romska livet. Som Dina Iordanova skriver:”While Gypsies had memorable characters, Black Cat is built on memorable caricatures.” 
För filmen fick Kusturica regipriset Silverlejonet vid Filmfestivalen i Venedig.
2001 kom Kusturicas första dokumentärfilm Super 8 Stories, om gruppen där Kusturica själv är basist och gitarrist: The No Smoking Orchestra.
I Livet är ett mirakel (Zivot je cudo) från 2004 återvände Kusturica till kriget i Bosnien. Den tragikomiska filmupplevelsen föll dock inte alla i smaken, och en del (svenska recensenter) verkade ha fått nog av Kusturicas genreblandningar och kaosartade berättarteknik. Jan Söderqvist skrev i sin recension i Svenska Dagbladet ”Jag kan helt enkelt inte se någon konstnärlig poäng i att gestalta folkmord som folklustspel.”, och Dagens Nyheters Johan Croneman kallade filmen ”världens första film någonsin som riskerar att diagnostiseras med adhd.” 
2007 kom Lova mig detta (Zavet) som nominerades till Guldpalmen i Cannes, och 2008 kom Maradona, dokumentären om den argentinske fotbollsspelaren Diego Maradona, med musik av Manu Chao och Sex Pistols.

## Stil
I Moviemakers’ Master Class tar Kusturica flera gånger upp hur hans egna erfarenheter, instinkter och personliga smak formar hans filmer. Även om han filmatiserar andras manus så ser han till att lägga in så mycket av sin egen personlighet som möjligt. Har man sett ett par Kusturicafilmer kan man lätt känna igen återkommande motiv som bröllopsscener, misslyckade självmordsförsök, brassband, osv. Förutom förekomsten av specifika motiv så kan man känna igen Kusturicas filmer genom hur han använder sig av olika stilgrepp:

### Magisk realism och välkomponerat kaos
Ofta talas det om Kusturicas användning av magisk realism. Dels som naturliga delar av berättelserna (karaktärer med magiska egenskaper) eller som surrealistiska element, till exempel flygande djur, föremål (Arizona Dream) och människor (Underground, Zigenarnas tid)  Trots att det finns en tradition av magisk realism i Jugoslavisk kultur så framhåller Kusturica främst latinamerikanska influenser. För att åstadkomma de övernaturliga bilderna använder han sig sällan av specialeffekter, utan försöker så långt det är möjligt skapa med hjälp av kamerarörelser, klippning och bildkomposition. Till skillnad från amerikansk films användning av effekter som underhållning menar Kusturica att hans egna har en mer poetisk funktion.
Som filmskapare har Kusturica även hämtat inspiration från målarkonsten, både i motiv, känsla och bildkompositioner, då framförallt från Jugoslavisk naivistiskt måleri, Marc Chagall och rysk ”fantastic art”.
Förgrunden, bakgrunden och mitten är lika viktiga i Kusturicas bildvärld, liksom alla detaljer. Och det är inte givet att scenens narrativa centrum utspelar sig i bildens förgrund, utan kan likaväl ske i bakgrunden eller lite vid sidan av. Filmernas scener präglas också av Kusturicas förkärlek för rörelse, både med kameran och i bilderna.

### Intertextualitet
Både Goran Gocic och Dina Iordanova räknar i sina böcker upp ett flertal exempel ur Kusturicas filmer där han använder sig av repliker, bildkompositioner, kamerarörelser, eller hela scener inspirerade av (eller till och med re-makes av scener ur) redan existerande filmer. Inte ens Kusturicas egna tidigare filmer kommer undan dessa vinkar till den uppmärksamme.
Även om filmiska referenser, enligt Gocic, förekommer oftast, så tar de båda författarna även upp syftningar till sagor, myter och lokala traditioner. 

### Återkommande karaktär
Kusturica använder sig gärna av amatörskådespelare, och ibland personer som i stort sett får spela sig själva. Han har genom åren funnit några favoriter som förekommit i flera filmer, exempelvis kan nämnas Danica Adzovic (Svart Katt, vit katt, Zigenarnas tid), Davor Dojmovic (When father was away on business, Zigenarnas tid, Underground) och Slavko Stimac (Kommer du ihåg Dolly Bell, Underground)
Enligt Iordaniva är Kusturica mer intresserad av vardagen och individuella karaktärers utveckling och berättelse, än samhällens politiska och historiska berättelser. De flesta, om inte alla, hans filmer behandlar en pojkes väg till att bli man, och Iordanova menar att Kusturicas jugoslaviska bakgrund är den enda anledningen till att man även kan ana politiska teman i berättelserna. Goran Gocic å andra sidan menar att det fanns politiska motiv i Kusturicas tidiga tragikomiska filmer, men de senare Svart katt, vit katt och Super 8 stories kallar han rena komedier. Gocic gör tolkningen att distanseringen från den politiska undertonen är en direkt följd av den negativa uppmärksamheten efter Underground.
Iordanova beskriver den typiska Kusturica-protagonisten som en tonårspojke (eller ”en omogen själ”) från det lägre skiktet av medelklassen. I de tidiga filmerna är huvudkaraktären någon publiken ska känna sympati för, medan medkänslan i de senare filmerna byts ut mot ett iakttagande. Huvudkaraktärerna i Kusturicas filmer känns också igen som antihjältar, ofta i samhällets utkant, där ”gott” och ”ont” sällan tydliggörs.

### Musiken
Kusturica använder sig ofta av diegetiskt ljud; källan till musiken (eller andra ljud) som hörs i filmerna visas också i bild. 
Ungefär samtidigt med Svart katt, vit katt kom ett par filmer till med romer i fokus, Tony Gatlifs Gadjo Dilo – främlingen (Gadjo Dilo, 1997) och Stole Popovs Gypsy Magic (1997). Med filmernas popularitet kom också ett intresse för den romska balkanmusiken.
Nämnas bör Kusturicas samarbete med musikern och kompositören Goran Bregovic, som tog sin början med Zigenarnas tid (och fortsatte i Arizona dream och Underground). Både Bregovic och hans Weddings and Funerals Band och musiker som har förekommit i Kusturicas filmer (till exempel Boban Marcovic Orkestar) ger med sina populära europaturnéer en bild av hur intresset för balkanmusiken fick ett uppsving i slutet av 1990-talet. 
När musiken för Svart katt, vit katt skulle skapas tog Kusturica själv tag i saken, tillsammans med sitt gamla band No Smoking. Resultatet blev en vid blandning av musikstilar, från balkanbrass till klassiska stråkar. 1999-2001 turnerade de med filmmusiken, under namnet The No Smoking Orchestra. Det är denna turné som Kusturica skildrade i dokumentären Super 8 Stories. TNSO står även för filmmusiken till Kusturicas Livet är ett mirakel från 2004.

## Övriga projekt
Utöver musiken och regin har Kusturica även provat på skådespeleri, bland annat i franska Änkan från Saint-Pierre (La Veuve de Saint-Pierre, Patrice Leconte, 2000) och amerikanska The Good Thief (Neil Jordan, 2002). Han kan även ses i småroller i sina egna filmer Zigenarnas tid, Arizona Dream och Underground.
Kusturica har även regisserat ett antal reklamfilmer, kortfilmer och avsnitt av tv-serier.

## Küstendorf
Küstendorf är namnet på den by som Kusturica har låtit bygga på en bergstopp i Serbien, i närheten av inspelningsplatsen för Livet är ett mirakel. 

I januari 2008 hölls den första Küstendorf Film Festival, med gäster som Fatih Akin, Miki Manojlovic och Cristian Munguiu  

## Filmografi (i urval)
- 1978 – Guernica (kortfilm)
- 1981 – Kommer du ihåg Dolly Bell (Sjećaš li se, Dolly Bell)
- 1985 – När pappa var borta på affärsresa (Otac na službenom putu)
- 1988 – Zigenarnas tid (Dom za vešanje)
- 1993 – Arizona Dream
- 1995 – Underground
- 1998 – Svart katt, vit katt (Crna mačka, beli mačor)
- 2001 – Super 8 Stories (dokumentär)
- 2004 – Livet är ett mirakel (Život je ćudo)
- 2007 – Lova mig detta (Zavet)
- 2008 – Maradona (dokumentär)
- 2014 – Words with Gods
- 2016 – On the Milky Road
- 2018 – El Pepe: A Supreme Life